# Rudolf Schiller
Rudolf Schiller (19. září 1875 Klemensdorf u Zákup – 12. února 1940 Podmokly) ,byl československý politik německé národnosti a meziválečný poslanec Národního shromáždění za Německou sociálně demokratickou stranu dělnickou v ČSR.

## Biografie
Vystudoval reálnou školu v České Lípě. Byl úředníkem České severní dráhy v České Lípě, od roku 1901/1902 v Podmoklech. Angažoval se v sociální demokracii mezi českými Němci. Byl redaktorem listu Nordböhmische Volksbote v Podmoklech a tajemníkem odborů. Podle údajů k roku 1924 byl profesí konduktérem v Podmoklech.
Po parlamentních volbách v roce 1920 získal za Německou sociálně demokratickou stranu dělnickou v ČSR (DSAP) mandát v Národním shromáždění. Mandát ale získal až dodatečně v roce 1924 jako náhradník poté, co zemřel poslanec Karl Čermak.
Za první republiky byl jako železniční zaměstnanec předčasně penzionován, potom zastával funkci krajského tajemníka Svazu železničářů a tajemníka krajské odborové komise v Podmoklech. V letech 1919–1923 zasedal za DSAP v městské radě v Podmoklech. Po okupaci Sudet uprchl do Prahy. Dočasně žil v Terezíně (ještě před zřízením tamního ghetta, tedy v době, kdy šlo o civilní město). Krátce před smrtí se vrátil k rodině do Podmokel.